# Josh Akognon
Josh Akognon, né le 10 février 1986, à Greenbrae, en Californie, est un joueur de basket-ball américain naturalisé nigérian. Il évolue au poste d'arrière.

## Carrière
En octobre 2016, il signe un contrat d'un mois avec le Saski Baskonia « Laboral Kutxa ». Il signe ensuite un contrat avec le Lietuvos rytas, contrat qui dure jusqu'à la fin de la saison 2016-2017.
Le 12 janvier 2018, Akognon a signé avec Club Baloncesto Canarias pour le reste de la saison 2017-2018.

## Palmarès
- Joueur de l'année de la Big West Conference 2009
- Meilleur marqueur de la Ligue baltique 2010